# Alhidadenexzentrizität
Die Alhidadenexzentrizität (auch Kreisteilungsexzentrizität genannt) gehört zu den Instrumentenfehlern eines Theodolits oder eines Tachymeters. Infolge unvermeidlicher Fertigungsungenauigkeiten fallen der Drehpunkt A der Stehachse beim Horizontalkreis, bzw. der Drehpunkt der Kippachse beim Vertikalkreis, und der Mittelpunkt M der Kreisteilung (Skala) nicht zusammen. A und M haben auf der Ebene des Teilkreises den Abstand e. Dieser Abstand heißt Alhidadenexzentrizität. 
Die Alhidadenexzentrizität führt zu Winkelabweichungen ε zwischen dem am Teilkreis abgelesenen Skalenwert α′ und dem korrekten Drehwinkel α, dessen Schenkel am Drehpunkt A zusammenlaufen. Die Ablesungen am Teilkreis können zu groß oder zu klein sein. Dies hängt vom eingestellten Winkel α und der Kreislage ab. Schon sehr kleine Exzentrizitäten e von wenigen μm bewirken Abweichungen ε im Milligon-Bereich. Durch gleichzeitigen Abgriff an zwei diametral gegenüberliegende Teilkreisstellen kann der Einfluss der Alhidadenexzentrizität reduziert werden. Vollständig eliminieren lässt sich der Einfluss bei Winkelmessungen in zwei Fernrohrlagen.